# قائمة أعمال كريم عبد العزيز

## أفلامكريم عبد العزيز
| سنة  | فيلم                        | طاقم العمل                                                                                          | الافيش | الايراد المحلى |
| ---- | --------------------------- | --------------------------------------------------------------------------------------------------- | ------ | -------------- |
| 2000 | لية خلتنى احبك              | المخرج : ساندرا نشأت المؤلف : وليد يوسف                                                             |        |                |
| 2001 | حرامية في كي جي تو          | المخرج : ساندرا نشأت المؤلف : بلال فضل المنتج : لؤي عبد الله وائل عبد الله                          |        | 9,471,859 ج    |
| 2003 | حرامية في تايلاند           | المخرج : ساندرا نشأت المؤلف : نبيل أمين المنتج : وسكار للانتاج الفني والتوزيع                       |        | 5,523,404 ج    |
| 2004 | الباشا تلميذ                | المخرج : وائل احسان المؤلف : بلال فضل المنتج : أحمد السبكى                                          |        | 7,214,475 ج    |
| 2005 | ابو على                     | المخرج : احمد نادر جلال المؤلف : بلال فضل المنتج : شركة نهضة مصر                                    |        | 12,474,316 ج   |
| 2006 | واحد من الناس               | المخرج : احمد نادر جلال المؤلف : بلال فضل المنتج : الشركة العربية للإنتاج والتوزيع السينمائي        |        | 14,644,284 ج   |
| 2006 | فى محطة مصر                 | المخرج : احمد ناددر جلال المؤلف : بلال فضل                                                          |        | 6,441,000 ج    |
| 2007 | خارج عن القانون             | المخرج : احمد نادر جلال المؤلف : بلال فضل المنتج : الشركة العربية للإنتاج والتوزيع السينمائي        |        | 18,741,000ج    |
| 2009 | ولاد العم                   | المخرج : شريف عرفة المؤلف : عمرو سمير عاطف المنتج :المجموعة الفنية المتحدة                          |        | 27,371,000 ج   |
| 2011 | فاصل ونعود                  | المخرج : احمد نادر جلال المؤلف : احمد فهمى هشام ماجد المنتج : شركة نهضة مصر للسينما هشام عبد الخالق |        | 8,452,000 ج    |
| 2014 | الفيل الازرق                | المخرج : مروان حامد المؤلف : احمد مراد المنتج : كامل أبو علي                                        |        | 35,372,451 ج   |
| 2019 | نادى الرجال السرى           | المخرج : خالد الحلفاوي المؤلف :أيمن وتار المنتج : لؤي عبد الله وائل عبد الله                        |        | 59,719,314 ج   |
| 2019 | الفيل الازرق 2              | المخرج : مروان حامد المؤلف : أحمد مراد المنتج : سينرجي للإنتاج الفني                                |        | 103,616,606 ج  |
| 2021 | البعض لا يذهب للمأذون مرتين | المخرج : أحمد الجندي المؤلف : أيمن وتار المنتج : وائل عبد الله لؤي عبد الله                         |        | 103,616,606 ج  |
| 2021 | كيرة والجن                  | المخرج : مروان حامد المؤلف : أحمد مراد المنتج : سينرجي للإنتاج الفني تامر مرسي                      |        | 103,616,606 ج  |

المصدر:

## تصدر الإيرادات
استطاع كريم عبد العزيز تصدر الإيرادات مرة واحدة فقط بفيلم الفيل الازرق 2 عام 2019